# Carolyn Carlson

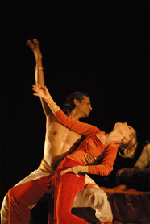
Carolyn Carlson y Raghunath Manet durante prácticas escénicas

Carolyn Carlson  (nacida en 1943) es una coreógrafa norteamericana (de ascendencia finlandesa) de danza contemporánea artista y poeta.
Carolyn es la vicedirectora del Centro Coreográfico Nacional en Roubaix y del Atelier de París en  La Cartoucherie de Vincennes  en París. Se le concedió el título de Chevalier des Arts et des Lettres  de la República Francesa.

## Carrera
Carolyn estudió danza en la Escuela de Ballet de San Francisco y en la Universidad de Utah. En 1965 se incorporó a la compañía de danza Alwin Nikolais en Nueva York convirtiéndose en una bailarina excepcional de la compañía.
En 1968 ganó el Festival Internacional de Danza de París como mejor bailarina ( Danseur Meilleur ). En 1971 se incorporó a la compañía de danza Anne Béranger y en 1972 presentó  Ritual pour un rêve mort  en el Festival de Aviñón . Sucesivamente fue invitada a unirse a la London School of Contemporary Dance  como profesora , intérprete y coreógrafa.
En 1974 conoció a Rolf Liebermann  y fue invitada a unirse a la Ópera de París  como coreógrafa. En 1975 dirigió el Groupe de Recherches Théâtrales  ( GRTOP ). Creaciones de este período incluyen Densidad 21,5  ,  Los Arquitectos  ,  Esto, aquello y lo otro  ,  Lenta, pesada y azul . A partir de 1974 enseñó improvisación y técnicas de composición en clases magistrales realizadas en la Rotonde de la Ópera .
En 1980 se encontraba en el "Teatro la Fenice"  en Venecia. Las obras de este período incluyen Undici Onde ; Underwood  , Lady Blue  .
En 1985 regresó a París, donde actuó en el "Théâtre de la Ville " presenta Oscuro  , Still Waters  y otras obras. En 1991-1992 estuvo en Finlandia ( Elokuu ; syyskuu ;  Maa ) . Ella también dirigió al Cullberg Ballet de Estocolmo durante dos años (Sub Rosa) .
Presentó varias coreografías en solitario como Lady Blue ( 1984 ), Vu d’ici ( 1995 ). Otros trabajos incluyen coreografías para bailarines como Nina Hyvärinen , Talia Paz, Marie -Claude Pietragalla , Tero Saarinen. En 1998, ganó el Premios Benois de la Danza como coreógrafa.
Fue directora del sector de la danza de la Bienal de Venecia (Bienal de Danza - Venecia , Italia) desde 1999 a 2002. Trabajos allí incluyen Parábola (1999),  Portadores de luz (2000),  J. Beuys canción (2001), Escritos sobre el agua (2002) . En Venecia abrió la academia de danza contemporánea Accademia Isola Danza y creó un festival.
Ha actuado en improvisaciones con artistas como Larrio Ekson, Jorma Uotinen, Malou Airaudo, y con músicos como Michel Portal, John Surman, René Aubry, Joachim Kuhn, Trilok Gurtu.
Carolyn crea piezas de repertorio para la Ópera de París  ( Signes ), Ópera de Bordeaux (hidrógeno Jukebox) .

## Cronología
- 1965-1971 - Figura principal de la empresa Alwin Nikolais
- 1974-1980 - Etoile- chorégraphe en el Ballet de la Ópera de París (GRTOP)
- 1980-1984 - Director Artístico del Teatro La Fenice , de Venecia
- 1985-1991 - Artista residente en el Théâtre de la Ville , Paris
- 1991-1992 - Artista residente en el Teatro de la ciudad de Helsinki y el Ballet Nacional de Finlandia
- 1994-1995 - Director artístico del Cullberg Ballet , Estocolmo
- 1999-2002 - Director Artístico de la sección de danza de la Bienal de Venecia
- A partir de 1999 - Dirección artística del Atelier de París - Carolyn Carlson , centro de Clases Magistrales
- Desde 2004 - Director Artístico del Centro Coreográfico Nacional de Roubaix Nord- Pas de Calais.